# República Autónoma Socialista Soviética de Ayaria
La República Autónoma Socialista Soviética de Ayaria (en ruso: Аджарская Автономная Советская Социалистическая Республикa, en georgiano:აჭარის ავტონომიური საბჭოთა სოციალისტური რესპუბლიკა), fue una república autónoma de la antigua Unión Soviética dentro de la República Socialista Soviética de Georgia. Fue establecida el 16 de julio de 1921. Después de la disolución de la Unión Soviética en 1991, se convirtió en la república autónoma de Ayaria dentro de Georgia.